# Сокольи горы
Соко́льи горы — продолжение Жигулёвских гор на левом берегу Волги севернее города Самары. Скаты Сокольих гор на востоке и юге пологи, на севере круты, а на западе — к Волге — обрывисты. Горы сложены известняками и доломитами с пластами и линзами гипса, последний на отдельных участках заключает в себе кристаллическую серу.

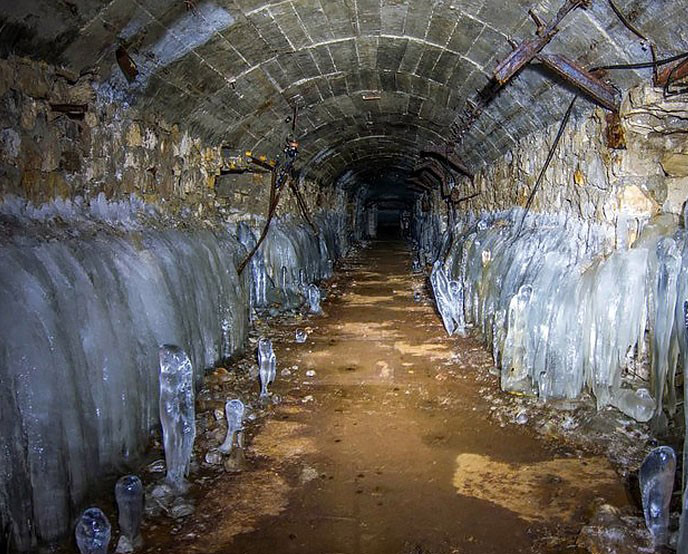
Проход в штольни бывшего хранилища Госрезерва в посёлке Красная Глинка, г. Самара

Тянутся с юго-запада на северо-восток вдоль левого берега реки Сок, от Волги до верховьев Падовки (приток реки Самара), где заканчиваются довольно крутой вершиной, достигающей абсолютной высоты 240 м. Самой известной вершиной Сокольих гор является гора Тип-Тяв. Часть массива переходит на правый берег устья реки Сок, отделена рекой от основного массива гор и известна под названием Царёв курган. Сокольи горы служат водоразделом, разделяющим бассейны Волги, Сока, Самары. На крутых обрывах, обращённых к долинам Волги и Сока, встречаются выходы пещер. Самая крупная из них – пещера Братьев Греве. Массив гор покрыт густым лиственным лесом и кустарниками, перемежающимися с участками травянистой растительности. Вдоль левого берега Сока ведётся разработка известняков и доломитов. Западная часть массива Сокольих гор входит в городскую черту Самары. Здесь расположены посёлок Управленческий и посёлок Красная Глинка, а также санатории и дома отдыха.
С 1937 по 1954 годы в Сокольих горах силами заключённых ГУЛАГа были вырублены в породе и оборудованы ряд подземных военных объектов, включая военные складские комплексы, одни из крупнейших в мире — впоследствии ставших хранилищем Госрезерва с естественным холодом, рассчитанных на хранение до 1640 тонн продуктов. С 1997 года горное хранилище перестало выполнять функцию государственного стратегического запасника, подземный холодильник был передан в долгосрочную аренду частной компании. С 2014 года в части штолен проводятся экскурсии для туристов.
- Вершины: гора Тип-Тяв, гора Кузнецова, гора Барсук, Лысая гора, Царёв Курган.
- Низины: Коптев овраг, Студёный овраг.
- Пещеры: Пещера Братьев Греве.

Название «Сокольи горы» появилось благодаря наблюдавшемуся здесь ранее гнездованию птиц семейств соколиных.

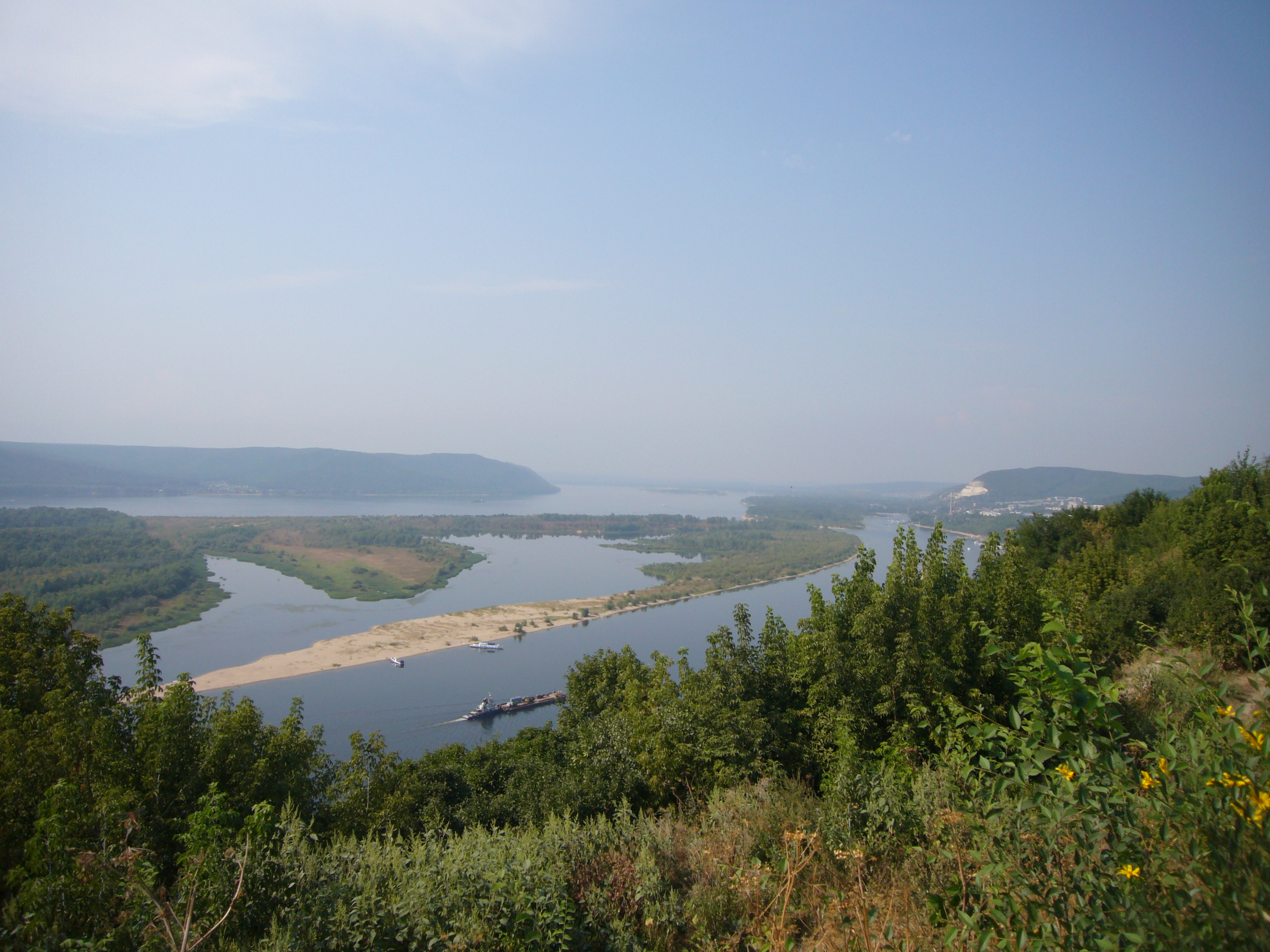
На дальнем плане Жигулёвские ворота. Вид с «Вертолётной площадки» (г. Самара), снизу против течения реки Волги. Слева — Жигулёвские горы (вершина — Серная гора), справа — Сокольи горы (вершина — гора Тип-Тяв).

## Жигулёвские ворота
Жигулёвские и Сокольи горы составляют так называемые Жигулёвские ворота, между которыми протекает река Волга. Современное русло реки Волги образовалось здесь в результате разрезания потоком воды карбонатных горных пород по тектоническим нарушениям.